# Vicky Lane
Vicky Lane, pseudonimo di Grace Patricia Rose Coghlan (Dublino, 23 aprile 1926 – Contea di Broward, 1º agosto 1983), è stata un'attrice e cantante irlandese naturalizzata statunitense.

## Biografia
Nata in Irlanda ed emigrata in giovane età con la famiglia in California, nel 1942 fu ingaggiata dalla MGM recitando in piccole parti fino al suo maggior impegno con la Universal, la donna scimmia nel film horror The Jungle Captive, del 1945, che fu anche il suo ultimo film. 
Già sposata nel 1944 con l'attore Tom Neal, divorziò nel 1949 per sposare quattro anni dopo il musicista jazz Pete Candoli, col quale ebbe nel 1954 la figlia Tara. Lasciato il cinema, registrò con il marito l'album di canzoni I Swing For You. Divorziata anche dal secondo marito nel 1958, lasciò Hollywood per trasferirsi in Florida, dove morì nel 1983. 

## Filmografia
- Inflation (1942)
- Presenting Lily Mars (1943)
- Il pazzo di Hitler (1943)
- Bellezze al bagno (1944)
- The Cisco Kid Returns (1945)
- The Jungle Captive (1945)